# Fiskemyrtjärnen
Fiskemyrtjärnen är en sjö i Östersunds kommun i Jämtland och ingår i Indalsälvens huvudavrinningsområde.